# Sonja von Norwegen

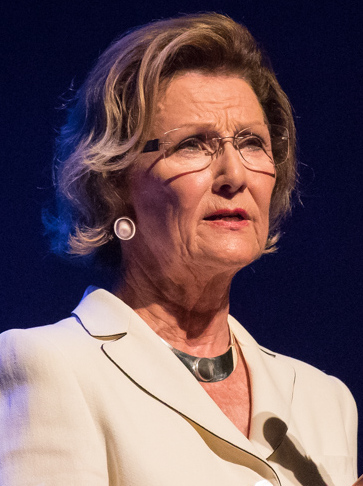
Königin Sonja (2017)

Sonja, Königin von Norwegen (* 4. Juli 1937 als Sonja Haraldsen in Oslo) ist die Ehefrau von König Harald V. von Norwegen. Sie ist als Kunstsammlerin und Künstlerin tätig.

## Leben

### Kindheit und Jugend
Sonja Haraldsen wurde als Tochter des norwegischen Unternehmers Karl August Haraldsen (1889–1959) und dessen Ehefrau Dagny Ulrichsen (1898–1994) geboren. Sie wuchs in Oslo auf und machte dort 1954 ihren Schulabschluss. Danach absolvierte sie eine Schneiderlehre. Ihre berufliche Ausbildung schloss sie an einer Schule in Lausanne ab. Anschließend studierte sie Französisch, Englisch und Kunstgeschichte an der Universität Oslo.

### Ehe und Familie
1959 lernte sie den damaligen Kronprinzen Harald von Norwegen kennen. Es dauerte neun Jahre, bis der Kronprinz die Zustimmung seines Vaters bekam, die bürgerliche Sonja Haraldsen zu heiraten. Harald drohte damit, für immer ledig zu bleiben. Da er der einzige männliche Thronfolger war, wäre dadurch die Nachfolge ernsthaft gefährdet gewesen. Nach Beratungen mit der Regierung wurde schließlich im März 1968 die Verlobung gefeiert. Im Volk war der Widerstand gegen eine bürgerliche Kronprinzessin gering.
Am 29. August 1968 heiratete das Paar im Osloer Dom. Gemeinsam haben sie zwei Kinder:
- Prinzessin Märtha Louise von Norwegen (* 1971), ⚭ 2002–2017 Ari Behn (1972–2019), ⚭ 2024 Durek Verrett (* 1974);
- Kronprinz Haakon (* 1973), ⚭ 2001 Mette-Marit Tjessem Høiby (* 1973).

Außerdem hatte sie zwei Fehlgeburten (1970 und 1972).
Die Königin ist mittlerweile fünffache Großmutter. Ihr Sohn Haakon und dessen Frau Mette-Marit haben zwei gemeinsame Kinder, Ingrid Alexandra von Norwegen (* 2004) und Sverre Magnus (* 2005). Sonjas Tochter Märtha Louise hat drei Kinder, Maud Angelica Behn (* 2003), Leah Isadora Behn (* 2005) und Emma Tallulah Behn (* 2008). Die Königin ist die Patentante ihrer Enkel Leah Isadora Behn und Sverre.

## Aufgaben
Nach dem Tod ihres seit Jahrzehnten verwitweten Schwiegervaters am 17. Januar 1991 wurde Sonja zur ersten norwegischen Königin seit 53 Jahren. Sie ist ihrem Gemahl, König Harald V., beim Erfüllen seiner repräsentativen Pflichten behilflich. Königin Sonja setzt sich in verschiedensten humanitären Organisationen ein und war von 1987 bis 1990 Vizepräsidentin des Norwegischen Roten Kreuzes.
Seit ihrer frühen Jugendzeit ist sie Kunstenthusiastin und -sammlerin. Sonja ist für ihren modernen und konventionsbefreiten Geschmack bekannt. Ihre private Kunstsammlung wurde 2002 in Oslo erfolgreich ausgestellt. Auch engagierte sie sich für die Totalrenovierung und den kunsthistorisch gesicherten Umbau des königlichen Schlosses von Oslo. Als sportliche Aktivität fährt die Königin Ski.
Königin Sonja ist auch die erste Königin überhaupt, die den Boden der Antarktis betreten hat (im Jahr 2005). Von den Norwegern wird sie insbesondere aufgrund ihrer Volksnähe und ihrer Naturverbundenheit sehr geschätzt.